# NGC 2487
NGC 2487 je galaksija u zviježđu Blizancima.

## Vanjske poveznice
- SEDS: NGC 2487